# Posterunek w Reno
Posterunek w Reno (Reno 911!) – amerykański serial komediowy.